# 3BM32
3BM32 Want – sowiecki przeciwpancerny pocisk podkalibrowy stabilizowany brzechwowo (APFSDS) z rdzeniem wykonanym z zubożonego uranu. Wystrzeliwany z gładkolufowych armat czołgowych D-81 (2A46) kalibru 125 mm. Wprowadzony w 1987 roku.  Wchodzi w skład jednostki ognia czołgów T-64, T-72, T-80 i T-90.

## Dane taktyczno-techniczne
- Kaliber: 125 mm
- Średnica rdzenia: ?? mm
- Masa pocisku: 7,05 kg
- Masa rdzenia: 4,85 kg
- Prędkość wylotowa: 1700 m/s
- Maksymalne ciśnienie w lufie: ?? MPa
- Przebijalność: 500 mm RHA[2] (na odległość 2000 m) (inne dane: 500–540 mm RHA[1])